# Projeto Escudo Dourado
O Projeto Escudo Dourado (chinês: 金盾工程, pinyin: jīndùn gōngchéng), também conhecido como Projeto Nacional de Informatização do Trabalho de Segurança Pública, é um projeto nacional de infraestrutura de segurança de rede da República Popular da China. Desenvolvido pelo governo de Pequim por meio do Ministério da Segurança Pública (MPS), faz parte da estratégia de governo eletrônico (e-gov) do país e visa fortalecer o controle e a informatização das atividades de segurança pública.
O projeto inclui sistemas de gestão de informações em áreas como segurança, dados criminais, controle de entrada e saída do país, supervisão e trânsito, entre outros. Ele integra uma série de projetos estratégicos da informatização estatal chinesa, conhecidos como "Projetos Dourados", com o objetivo de modernizar diversas infraestruturas administrativas e tecnológicas do país, incluindo áreas como alfândega, tributação, finanças e segurança.
O Projeto Escudo Dourado também está relacionado à operação de sistemas de supervisão e controle de informações, como a Grande Muralha de Fogo (Grande Firewall da China – GFW), que bloqueia o acesso a conteúdos estrangeiros considerados ilegais pelo governo chinês. Iniciado em 1998, o projeto começou a operar em novembro de 2003.

## História
O pano de fundo político e ideológico do Projeto Escudo Dourado é considerado como sendo um dos provérbios favoritos de Deng Xiaoping no começo dos anos 1980: "se você abrir a janela para um ar fresco, deve esperar que alguns insetos entrem." (chinês: 打开窗户，新鲜空气和苍蝇就会一起进来。, pinyin: Dǎkāi chuānghù, xīnxiān kōngqì hé cāngying jiù huì yìqǐ jìnlái.) O provérbio está relacionado a um período da reforma econômica da China que tornou-se conhecida como a "economia de mercado socialista". Superando as ideologias políticas da Revolução Cultural, a reforma conduziu a China para a economia de mercado e abriu o mercado para investidores estrangeiros. No entanto, a liberdade econômica, os valores e as ideias políticas do Partido Comunista da China tiveram que ser protegidos pelo "espantamento das moscas" de outras ideologias indesejáveis.
A Internet na China chegou em 1994 como uma ferramenta de suporte para e como consequência inevitável da "economia de mercado socialista". Gradualmente, enquanto a disponibilidade da Internet aumentava, ela se tornou uma plataforma comum de comunicação e uma ferramenta para informações comerciais.
O Ministério da Segurança Pública tomou as primeiras medidas para controlar o uso da Internet em 1997, quando emitiu regulamentações integrais relativas ao seu uso. As principais seções, os Artigos 4-6, são: "Indivíduos estão proibidos de usar a Internet para: prejudicar a segurança nacional; revelar segredos de Estado; ferir os interesses do estado ou da sociedade. O usuários estão proibidos de usar a Internet para criar, replicar, recuperar, ou transmitir informação que incita resistência à Constituição da R.P.C., a leis ou a regulações administrativas; para provomover a derrubada do governo ou do sistema socialista; para comprometer a unificação nacional; para distorcer a verdade, para espalhar rumores, ou para destruir a ordem social; para fornecer material sexual sugestivo, ou encorajar os jogos de azar, a violência ou o assassinato. Usuários estão proibidos de se envolverem em atividades que prejudiquem a segurança das redes de informação de computadores, e de usarem redes ou de modificarem os recursos da rede sem autorização prévia."
Em 1998, o Partido Comunista da China temia que o Partido Democrático da China (PDC) produzisse uma rede poderosa nova que as elites do partido poderiam não ser capazes de controlar. O PDC foi imediatamente banido, seguido por apreensões e prisões. Naquele mesmo ano, o Projeto Escudo Dourado foi iniciado. A primeira parte do projeto durou oito anos e foi concluído em 2006. A segunda parte começou em 2006 e terminou em 2008.
Em 6 de dezembro de 2002, 300 pessoas encarregadas do projeto Escudo Dourado, de 32 províncias e cidades na China, participaram da inauguração de quatro dias do “Comprehensive Exhibition on Chinese Information System”. Durante a exibição, muitos produtos ocidentais de alta tecnologia, incluindo Segurança da Internet, monitoramento de vídeo e reconhecimento facial foram comprados. É estimado que existam aproximadamente 30.000-50.000 policiais empregados neste gigante projeto.
Ele foi apelidado de "a Grande Firewall" (防火长城) em referência ao seu papel como firewall de rede e à antiga Grande Muralha da China. Uma parte importante do projeto inclui a capacidade de bloquear conteúdo ao impedir que endereços IP sejam roteados, e consiste de firewalls padrões e servidores proxies nos seis gateways de Internet. O sistema também se encarrega seletivamente no envenenamento de cache DNS quando sites particulares são solicitados. O governo não parece estar examinando sistematicamente o conteúdo da Internet, visto que isso parece ser tecnicamente impraticável. Devido a sua desconexão do maior mundo de protocolos de roteamento IP, a rede contida dentro do Grande Firewall tem sido descrita como "o domínio de roteamento autônomo chinês".
Durante os Jogos Olímpicos de 2008, autoridades chinesas disseram a provedores de internet para preparar o desbloqueio do acesso a certos cyber cafés, do acesso a tomadas em salas de hotel e de centros de conferência aonde estrangeiros iriam para trabalhar ou ficar.

## Objetivo
Em setembro de 2002, Li Runsen, diretor de tecnologia do Ministério da Segurança Pública e membro do comando do Projeto Escudo Dourado, deu maiores detalhes sobre esta ampla definição a milhares de policiais de todo o país em uma reunião denominada "Tecnologia da Informação para Segurança Pública da China", em Pequim.
Em outubro de 2001, Greg Walton, do Centro Internacional para os Direitos Humanos e Desenvolvimento Democrático, publicou um relatório; escreveu ele:

A censura no estilo antigo está sendo substituída por uma enorme arquitetura de vigilância onipresente: o Escudo Dourado. Ultimamente, o objetivo é integrar uma gigante base de dados com uma rede de vigilância totalmente abrangente - incorporando o reconhecimento facial e o de fala, circuito fechado de televisão, cartões inteligentes, relatórios de créditos e tecnologias de vigilância de Internet.
O estudo empírico da OpenNet Initiative (colaboração entre Harvard Law School, University of Toronto Citizen Lab e o Programa de Segurança de Cambridge) descobriu que a China possui o mais sofisticado regime de filtragem de conteúdo da Internet no mundo. Comparado aos esforços de outros países, o governo chinês efetivamente filtra o conteúdo pelo emprego de múltiplos métodos de regulação e de controles técnicos. Em contraste, a agência de notícias patrocinada pela RPC, Xinhua, anunciou que a censura atinge somente "informações supersticiosas, pornográficas, relacionadas à violência, a jogos de azar e a outras informações prejudiciais."
Em julho de 2007, as autoridades intensificaram o "monitoramento e o controle" da Grande Firewall, causando a interrupção de email, em antecipação do encontro da Organização de Cooperação de Xangai, previsto para agosto de 2007.

### Métodos de bloqueio
Alguns métodos técnicos frequentemente usados para censurar são:
| Método                              | Descrição |
| ----------------------------------- | --- |
| Bloqueio de endereço IP             | Impede o acesso a um certo endereço IP. Se o site alvo estiver hospedado em um servidor de hospedagem compartilhada, todos os sites no mesmo servidor serão bloqueados. Isto afeta todos os protocolos IP (sobretudo o TCP) tais como HTTP, FTP ou POP. Um método típico de evasão é procurar proxies que tem acesso aos sites alvos, mas os proxies podem estar congestionados ou bloqueados. Alguns sites grandes alocam endereços IP adicionais para burlar o bloqueio, mas posteriormente o bloqueio foi estendido para cobrir os novos endereços.                 |
| Filtragem e redirecionamento de DNS | Não resolve os nomes de domínios, ou retorna endereços IPs incorretos. Afeta todos os protocolos IP, como HTTP, FTP ou POP. Um método típico de evasão é encontrar um servidor de domínio que resolva nomes de domínio corretamente, mas os servidores de nome de domínio estão sujeitos ao bloqueio também, especialmente por bloqueio de IP. Outra solução é evitar o DNS se o endereço IP for obtido de outras fontes e não estiver bloqueado. Exemplos disso é modificar o arquivo hosts ou digitar o endereço IP ao invés do nome do domínio em um navegador Web. |
| Filtragem de URL                    | Examina a string URL solicitada em busca de palavras-chave do alvo, independentemente do nome do domínio especificado na URL. Isto afeta o protocolo HTTP. Métodos típicos de evasão são o uso de caracteres de escape na URL, ou o uso de protocolos encriptados, tais como VPN e SSL. |
| Filtragem de pacotes                | Termina as transmissões de pacotes TCP quando um certo número de palavras-chave controversas são detectadas. Isso afeta todos os protocolos TCP, como o HTTP, FTP, ou o POP, mas as páginas de motores de busca são mais propensas a serem censuradas. Métodos típicos de evasão são o uso de protocolos encriptados, como a VPN e o SSL, o emprego caracteres de escape em conteúdo HTML, ou a redução do MTU da pilha TCP/IP, o que causa a diminuição da quantidade de texto contido num dado pacote.                                                               |
| Reinicialização de conexão          | Se uma conexão TCP anterior for bloqueada pelo filtro, futuras tentativas de conexão de ambos os lados também serão bloqueadas por até 30 minutos. Dependendo da localização do bloqueio, outros usuários ou sites também podem ser bloqueados, caso as comunicações forem encaminhadas para localização do bloqueio. Um método de evasão é ignorar o pacote de reinicialização enviado pelo firewall. |
| Ataque man-in-the-middle de SSL     | Cria conexões independentes com as vítimas e retransmite mensagens entre eles, fazendo-as acreditar que estão falando diretamente uma com a outra por uma conexão privada, quando de fato a conversa inteira é controlada pelo intruso. |
| Reconhecimento de tráfego VPN/SSH   | Identifica o tráfego VPN/SSH. |

## Conteúdo censurado
Os programas de censura na Internet da China continental têm censurado sites Web que incluem (entre outras coisas):
- Sites pertencentes aos grupos "foras da lei" ou suprimidos, tais como o de ativistas pró-democracia e os de Falun Gong
- Fontes de notícias que frequentemente cobrem tópicos considerados difamatórios contra a China. Exemplos: violência policial, Protesto na Praça da Paz Celestial em 1989, liberdade de expressão, democracia e sites Marxistas.[23] Estes sites incluem o Voice of America e a edição chinesa da BBC News.
- Sites relacionados ao governo taiwanês, mídia, ou a outras organizações, incluindo sites dedicados ao conteúdo religioso, e os maiores sites ou blogs da comunidade taiwanesa.
- Sites que contêm qualquer coisa que as autoridades chinesas considerem como obscenidade ou pornográfica.
- Sites relacionados à atividade criminosa.
- Sites ligados ao Dalai Lama, aos seus ensinamentos ou com o Movimento Internacional de Independência do Tibet.
- A maioria dos sites de blog sofrem interrupções frequentes ou permanentes.
- Sites considerados subversivos.

Sites bloqueados são indexados para um grau menor, se houver algum, por alguns motores de busca. Algumas vezes isso tem um impacto considerável nos resultados da busca.
De acordo com o The New York Times, o Google instalou sistemas de computadores dentro da China que tentam acessar sites de fora do país. Se um site estiver inacessível, ele é adicionado à lista-negra do
Google China. Contudo, uma vez desbloqueado, os sites serão reindexados.
Referente à primeira experiência do Google sobre o Grande Firewall chinês, há uma esperança na comunidade internacional que ela revelará alguns de seus segredos. Simon Davies, fundador do grupo de pressão Privacy International situado em Londres, tem desafiado o Google a revelar a tecnologia que ele usou uma vez por ordem da China. "Dessa maneira, nós podemos compreender a natureza da besta e, talvez, desenvolver medidas de evasão para que se possa haver uma abertura das comunicações." "Isso seria um dossiê de importância extraordinária para os direitos humanos", diz Davies. O Google ainda precisa responder a sua chamada.

## Evasão
Como o Grande Firewall bloqueia endereços IP de destino e nomes de domínios e examina os dados enviados ou recebidos, uma estratégia básica de evasão da censura é usar nós de proxy e encriptar os dados. A maioria das ferramentas de evasão combina estes dois mecanismos.
- Servidores proxy fora da China podem ser usados, embora utilizar apenas um simples open proxy (HTTP ou SOCKS) sem um tunelamento encriptado (por exemplo, o HTTPS), pouco fará para burlar os censores sofisticados.[27]
- Companhias podem estabelecer sites regionais Web dentro da China. Isto previne que seu contéudo passe pelo Grande Firewall da China; para isso, porém, é necessário que as companhias solicitem licenças ICP locais.
- O Onion routing, como o I2P ou Tor, pode ser usado.[27]
- Freegate, Ultrasurf e Psiphon são programas gratuitos que burlam o firewall chinês usando múltiplos proxies abertos, mas ainda se comportam como se o usuário estivesse na China.[27]
- VPNs (rede privada virtual) e o SSH (secure shell) são as ferramentas poderosas e estáveis  para burlar tecnologias de vigilância. Elas utilizam os mesmos métodos básicos, proxies e canais encriptados usados por outras ferramentas de evasão, mas dependem de um host privado, de um host virtual, ou de uma conta fora da China, diferente de proxies abertos e gratuitos.[27][28]
- A interface de programação de aplicações (API), usada pelo Twitter, que possibilita postar e obter tweets de sites que não o do Twitter. "A ideia é que programadores de qualquer lugar venham para o Twitter e ofereçam feeds em suas próprias URLs—que governo terá de perseguir um por one", diz Jonathan Zittrain, codiretor do Centro Berkman para Internet e Sociedade de Harvard.[29]
- A reconfiguração dos pontos finais de comunicação, encriptação, descartando pacotes de reset gerados pelo Firewall e aqueles criados pelo usuário final, não encaminhando quaisquer pacotes para sites que possuam o comportamento de bloqueio  discarding reset packets according to the TTL value (time to live) by distinguishing those resets generated by the Firewall and those made by end user, not routing any further packets to sites that have triggered blocking behavior.[30]

## Desbloqueios
Certos sites começaram a ser parcialmente desbloqueados, incluindo:
- O site de língua inglesa BBC (com exceção do site em língua chinesa).[31]
- Wikipédia (wikipedia.org), a versão HTTPS não está bloqueada (desde dezembro de 2013). Todavia, se alguém utilizar o HTTP, muitas páginas wiki ficarão bloqueadas.[32]
- Sites Web social e sites gratuitos de hospedagem. Contudo, estes também foram rebloqueados.[carece de fontes?]
- Alguns sites estrangeiros de notícias.[carece de fontes?]

## Exportação de tecnologia
O Repórteres sem Fronteiras suspeita que os regimes de Cuba, Zimbabwe e Bielorrússia obtiveram tecnologia de vigilância da China.

## Protesto na China
Apesar das estritas regulações impostas, os chineses continuam protestando contra a tentativa do seu governo em censurar a Internet. Os manifestantes mais dissimulados instalam conexões seguras SSH e VPN utilizando ferramentas como o UltraSurf. Eles também podem usar proxies e as redes privadas virtuais amplamente disponíveis para fanqiang(翻墙) ou "escalar o muro." O protesto ativo não está ausente. Os chineses postam suas queixas online e, em algumas ocasiões, foram bem sucedidos. Em 2004, a morte de Sun Zhigang, um jovem trabalhador migrante, provocou uma resposta intensa e muito difundida do público chinês, apesar dos riscos de punição pelo governo. Poucos meses depois, o Primeiro Ministro Wen Jiabao aboliu a lei que levou à morte de Sun. Desde então, a dissidência criou regularmente tumulto na Internet chinesa. Também em janeiro de 2010, quando o Google anunciou que não iria mais censurar os seus resultados de busca na Web, mesmo que isso significasse o encerramento completo de suas operações na China, muitos chineses foram aos escritórios chineses da companhia para mostrar suas reclamações e oferecer presentes, tais como flores, frutas e cigarros.